# Il-Kalkara
Il-Kalkara – ou plus simplement Kalkara – est une localité de Malte d'environ 3 000 habitants, située dans Malte dans le sud du Grand Harbour face à la capitale La Valette. C'est le lieu d'un conseil local (Kunsilli Lokali) compris dans la région (Reġjun) Nofsinhar.

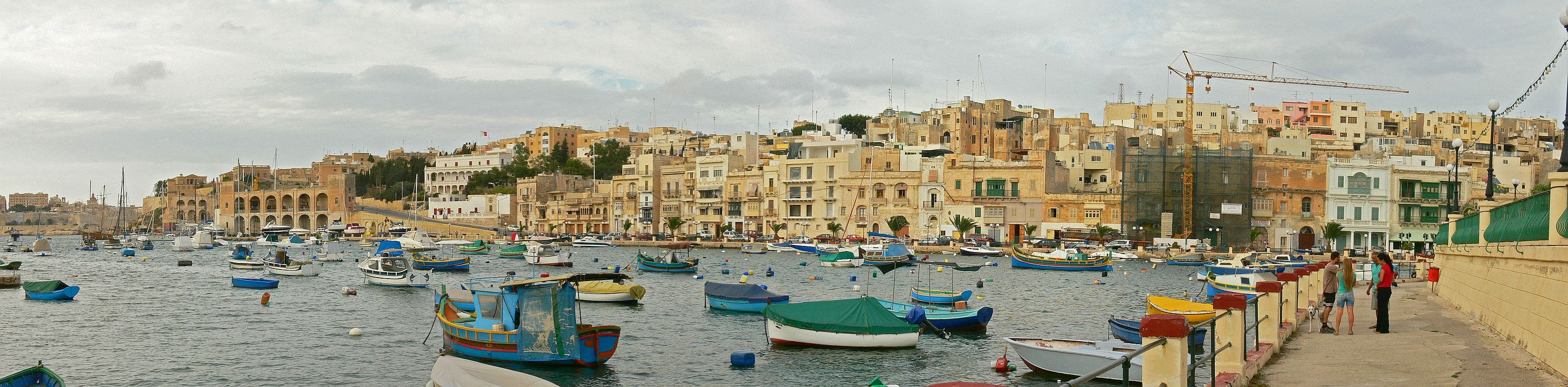
Panorama de la ville de Kalkara

## Géographie
|        | Mer Méditerranée |                  |
| Birgu  | Il-Kalkara       | Mer Méditerranée |
| Żabbar |                  | Xgħajra          |

## Culture locale et patrimoine

### Église

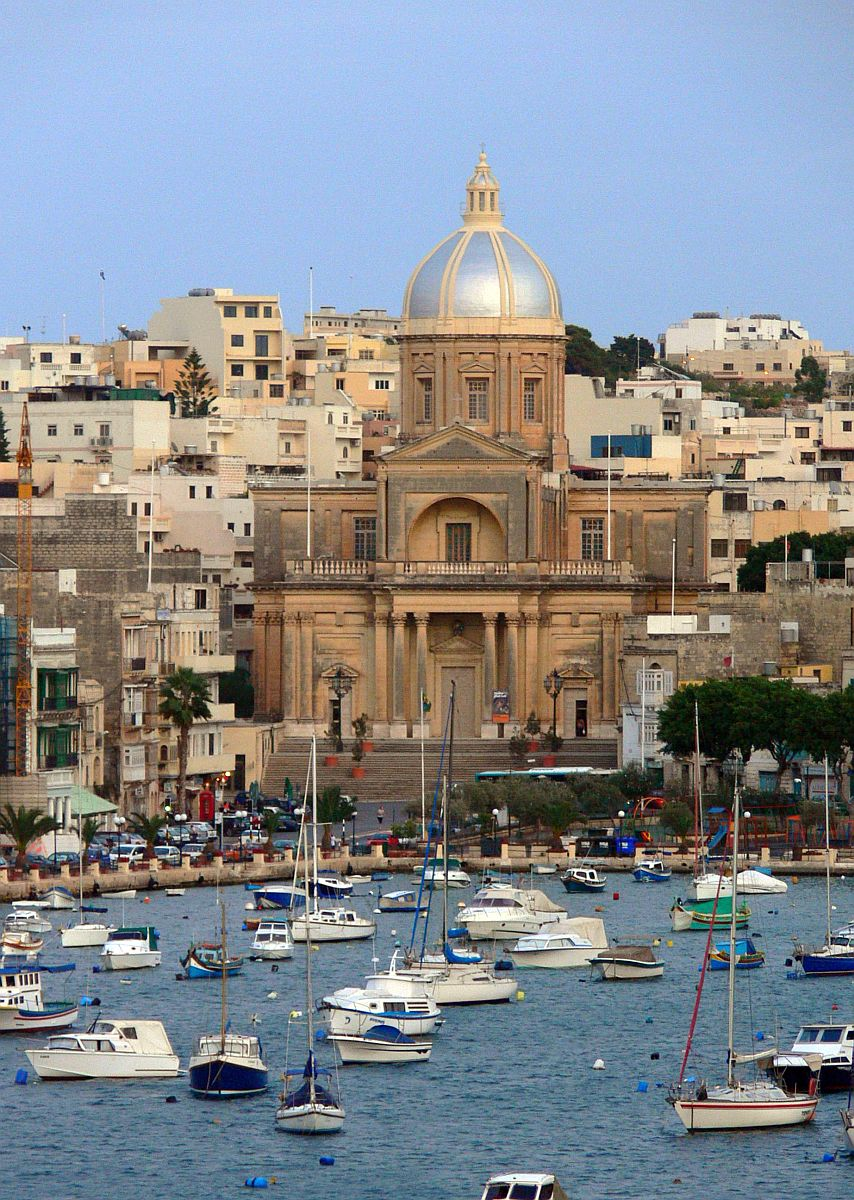
Église Saint-Joseph de Kalkara
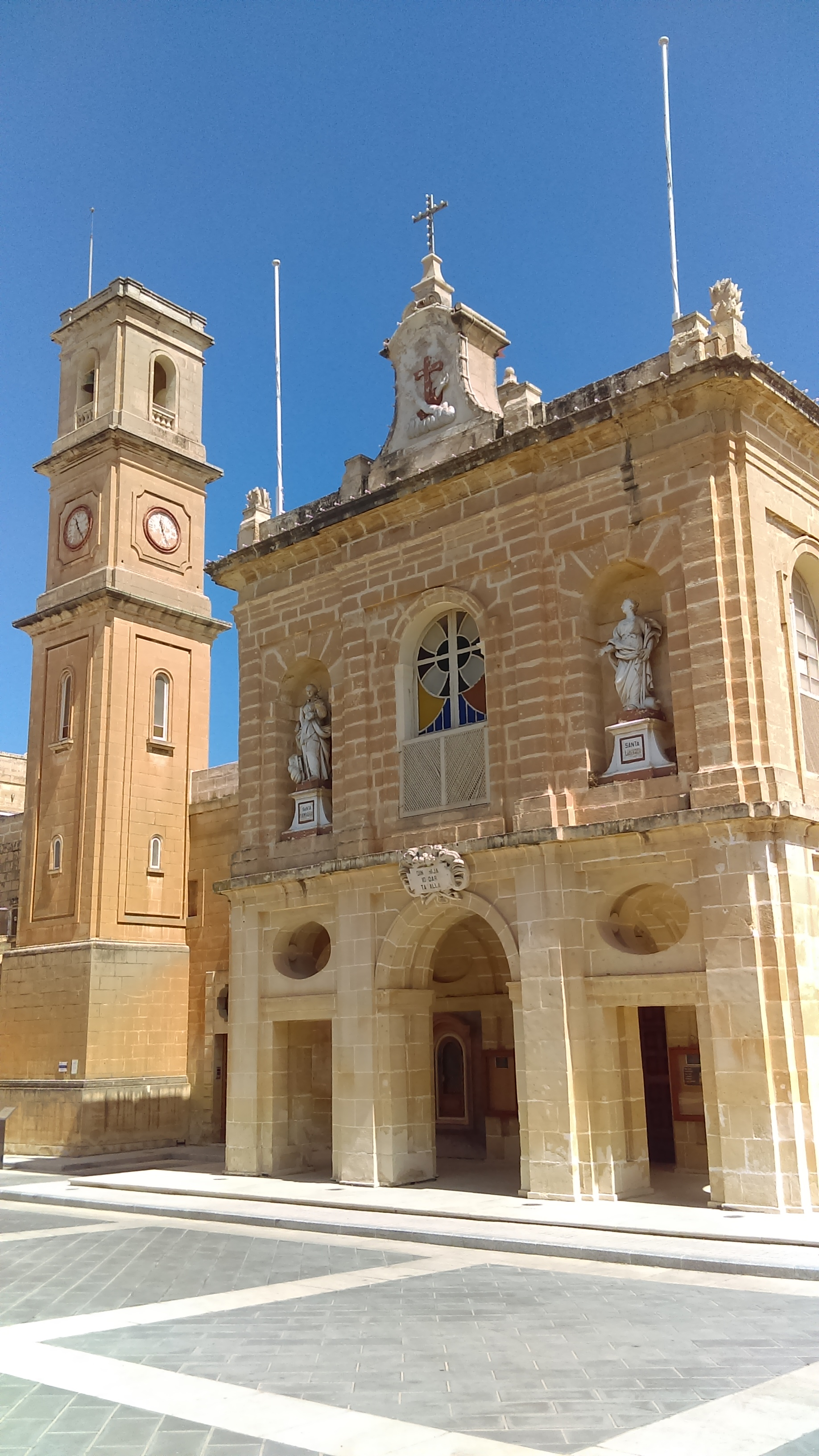
Couvent des Capucins

- Église Saint-Joseph de Kalkara
- Couvent des Capucins

### Lieux et monuments

Panorama de l'hôpital Bighi vu depuis La Valette
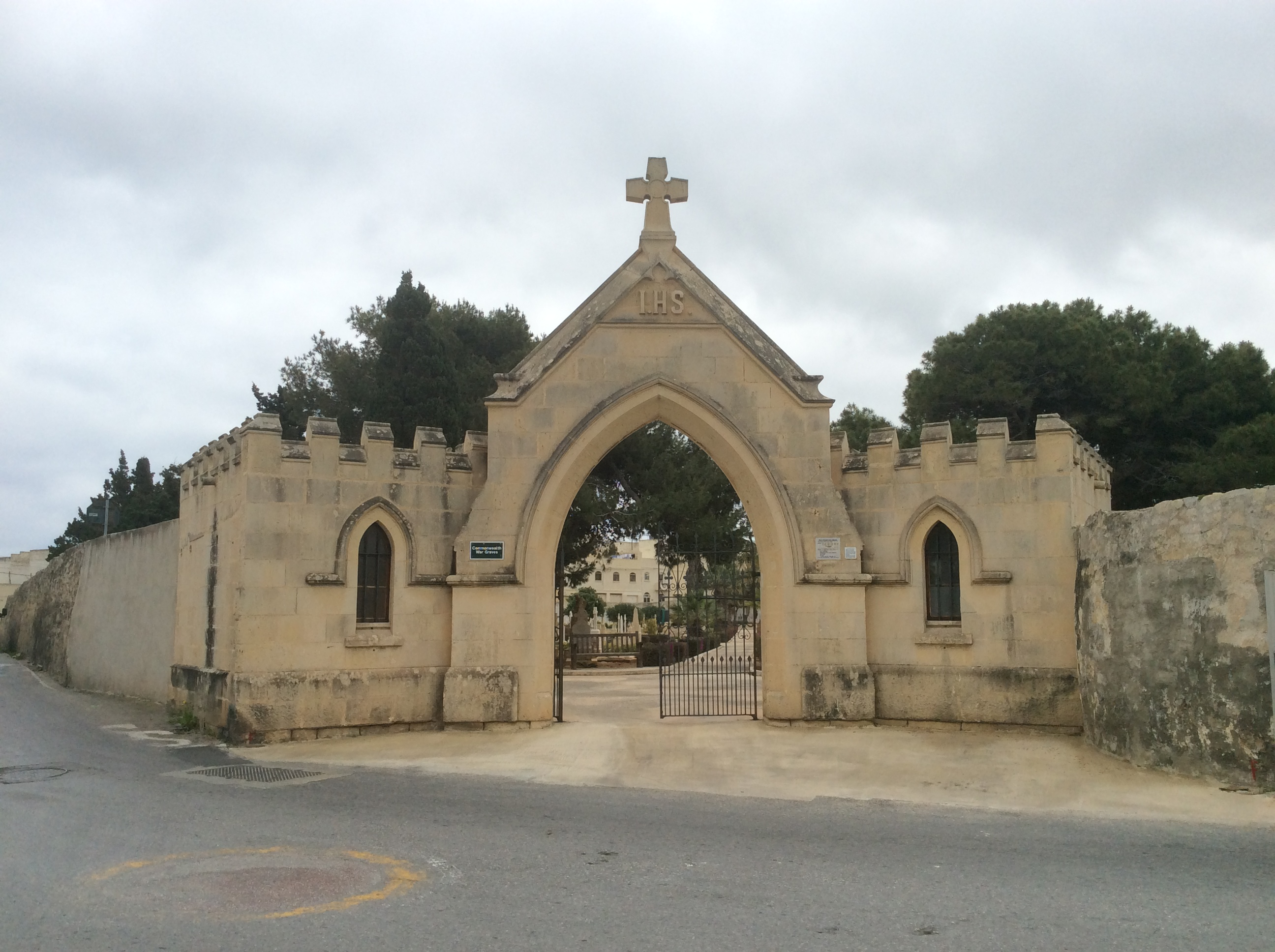
Entrée du cimetière de Kalkara
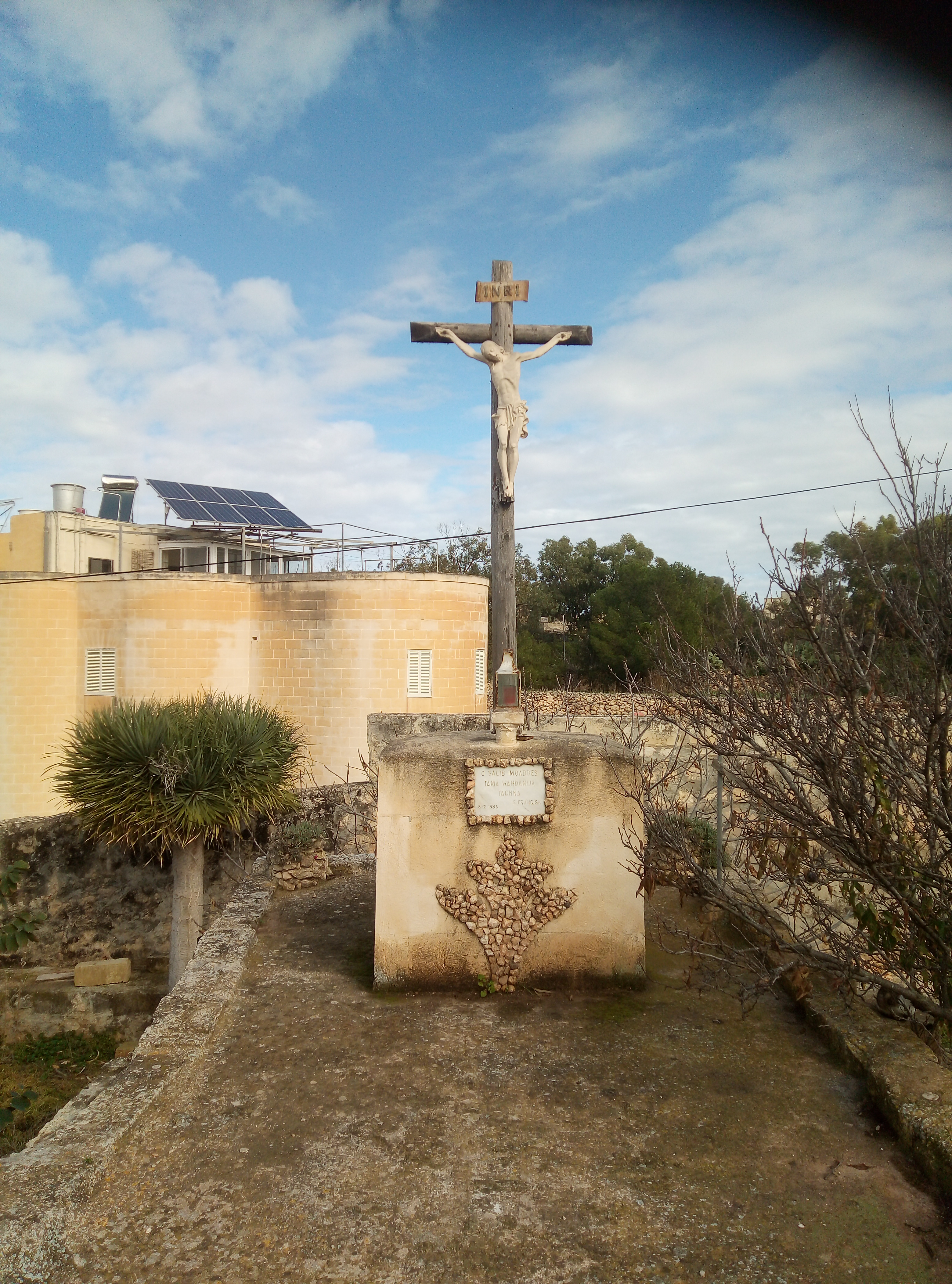
Croix

## Jumelages
La ville de Il-Kalkara est jumelée avec les villes de :
- Crespellano (Italie)

- Halifax (Nouvelle-Écosse) (Canada)

## Sources
- (mt) Alfie Guillaumier, Bliet u Rħula Maltin (Villes et villages maltais), Klabb Kotba Maltin, Malte, 2005.
- (en) Juliet Rix, Malta and Gozo, Brad Travel Guide, Angleterre, 2013.
- Alain Blondy, Malte, Guides Arthaud, coll. Grands voyages, Paris, 1997.